# 貝爾瓦洛 (北卡羅萊納州)
貝爾瓦洛（英語：Bearwallow）是位於美國北卡羅萊納州亨德森縣的非建制地區。

## 歷史
貝爾瓦洛的郵局於1858年設立，其後於1951年停運。

## 地理
貝爾瓦洛所處的海拔為高於海平面619米（即2031英呎），而該地所採用的時區為UTC-5，即北美东部时区（EST）。同時該地設有夏令時間，為UTC-5調快一小時，即UTC-4（EDT）。